# Orthotrichum exiguum
Orthotrichum exiguum är en bladmossart som beskrevs av Sullivant in A. Gray 1856. Orthotrichum exiguum ingår i släktet hättemossor, och familjen Orthotrichaceae. Inga underarter finns listade i Catalogue of Life.